# Doyle Brunson
Doyle Brunson (rođen 10. kolovoza 1933. u Longworthu, Texas, SAD) je američki igrač pokera koji igra profesionalno već više od 50 godina. Brunson je član Poker dvorane slavnih i autor nekoliko bestselera o pokeru. Bio je prvi igrač koji je osvojio milijun američkih dolara u poker turnirima, te je u toku svoje karijere osvojio deset World Series of Poker narukvica, u čemu dijeli drugo mjesto s Johnnyjem Chanom (Phil Hellmuth ih ima jedanaest). On je i jedan od samo četiri igrača koji su osvojili Main Event na World Series of Poker seriji turnira više od jednom (1976. i 1977.), te je, osim Billa Boyda, jedini igrač koji je osvajao narukvice na WSOP-u četiri godine za redom. Osim toga, prvi je igrač koji je osvojio i WSOP Main Event, i World Poker Tour prvenstvo. U lipnju 2006., prema Bluff Magazineu, Brunson je izglasan za najutjecajniju osobu u svijetu pokera.

## Narukvice osvojene na World Series of Poker turnirima
| Godina | Turnir                                                               | Nagrada (USD) |
| ------ | -------------------------------------------------------------------- | ------------- |
| 1976.  | $5,000 Deuce to Seven Draw                                           | $80,250       |
| 1976.  | $10,000 No Limit Texas Hold'em World Championship                    | $230,000      |
| 1977.  | $1,000 Seven-Card Stud Hi-Lo                                         | $62,500       |
| 1977.  | $10,000 No Limit Hold'em World Championship                          | $340,000      |
| 1978.  | $5,000 Seven-Card Stud                                               | $68,000       |
| 1979.  | $600 Mixed Doubles (sa Starlom Brodie)                               | $4,500        |
| 1991.  | $2,500 No Limit Hold'em                                              | $208,000      |
| 1998.  | $1,500 Seven-Card Razz                                               | $93,000       |
| 2003.  | $2,000 H.O.R.S.E.                                                    | $84,080       |
| 2005.  | $5,000 No Limit Shorthanded Texas Hold'em (6 igrača na svakom stolu) | $367,800      |